# Marcel Pavel
Marcel Pavel (født d. 4. december 1959) er en rumænsk sanger, som repræsenterede Rumænien ved Eurovision Song Contest 2002, sammen med Monica Anghel, med sangen "Tell me why", som fik en 9. plads.